# Europamästerskapen i simsport 2016
Europamästerskapen i simsport 2016 var de 33:e europamästerskapen i simsport. De avgjordes i London (Storbritannien), från den 9 maj till den 22 maj 2016. Mästerskapen bestod av tävlingar i simhopp, konstsim och simning. Storbritannien hade arrangerat europamästerskapen i simsport en gång tidigare, då i Sheffield 1993. Landet hade också anordnat europamästerskapen i kortbanesimning två gånger. 

## Kalender
Öppningsceremonin ägde rum den 9 maj och avslutningsceremonin hölls den 22 maj 2016.
| ● | Tävlingar | 1 | Medaljtävlingar |

| Maj 2016     | 9 Mån | 10 Tis | 11 Ons | 12 Tor | 13 Fre | 14 Lör | 15 Sön | 16 Mån | 17 Tis | 18 Ons | 19 Tor | 20 Fre | 21 Lör | 22 Sön | Medaljtävlingar |
| ------------ | ----- | ------ | ------ | ------ | ------ | ------ | ------ | ------ | ------ | ------ | ------ | ------ | ------ | ------ | --------------- |
| Konstsim     | 1     | 1      | 2      | 2      | 3      |        |        |        |        |        |        |        |        |        | 9               |
| Simhopp      | 1     | 2      | 2      | 2      | 2      | 2      | 2      |        |        |        |        |        |        |        | 13              |
| Simning      |       |        |        |        |        |        |        | 4      | 6      | 5      | 7      | 5      | 7      | 8      | 42              |
| Totalt       | 2     | 3      | 4      | 4      | 5      | 2      | 2      | 4      | 6      | 5      | 7      | 5      | 7      | 8      | 64              |
| Ackumulering | 2     | 5      | 9      | 13     | 18     | 20     | 22     | 26     | 32     | 37     | 44     | 49     | 56     | 64     | 64              |

## Konstsim
Tävlingarna i Konstsim avgjordes mellan 9 och 13 maj.

### Medaljsummering
| Disciplin           | Guld                                          | Silver                                        | Brons                                |
| Individuellt fri    | Natalja Isjtjenko (RUS)                       | Anna Volosjyna (UKR)                          | Linda Cerruti (ITA)                  |
| Individuellt teknik | Svetlana Romasjina (RUS)                      | Anna Volosjyna (UKR)                          | Linda Cerruti (ITA)                  |
| Par fri             | Ryssland Natalja Isjtjenko Svetlana Romasjina | Ukraina Lolita Ananasova Anna Volosjyna       | Italien Linda Cerruti Costanza Ferro |
| Par teknik          | Ryssland Natalja Isjtjenko Svetlana Romasjina | Ukraina Lolita Ananasova Anna Volosjyna       | Italien Linda Cerruti Costanza Ferro |
| Lag fri             | Ukraina                                       | Italien                                       | Spanien                              |
| Lag teknik          | Ryssland                                      | Ukraina                                       | Italien                              |
| Lag fri kombination | Ryssland                                      | Ukraina                                       | Italien                              |
| Mix par fri         | Ryssland Aleksandr Maltsev Michaela Kalantja  | Italien Giorgio Minisini Mariangela Perrupato | Spanien Pau Ribes Berta Ferreras     |
| Mix par teknik      | Ryssland Aleksandr Maltsev Michaela Kalantja  | Italien Giorgio Minisini Manila Flamini       | Spanien Pau Ribes Berta Ferreras     |

## Simhopp
Tävlingarna i Simhopp avgjordes mellan 9 och 15 maj.

### Medaljsummering

#### Herrar
| Disciplin         | Guld                                    | Silver                                     | Brons                                        |
| Individuellt 1 m  | Illja Kvasja (UKR)                      | Giovanni Tocci (ITA)                       | Constantin Blaha (AUT)                       |
| Individuellt 3 m  | Jevgenij Kuznetsov (RUS)                | Jack Laugher (GBR)                         | Illja Kvasja (UKR)                           |
| Individuellt 10 m | Tom Daley (GBR)                         | Viktor Minibajev (RUS)                     | Nikita Sjleicher (RUS)                       |
| Synchro 3 m       | Storbritannien Jack Laugher Chris Mears | Ryssland llja Zacharov Jevgenij Kuznetsov  | Ukraina Illja Kvasja Oleksandr Gorsjkovozov  |
| Synchro 10 m      | Tyskland Sascha Klein Patrick Hausding  | Storbritannien Tom Daley Daniel Goodfellow | Ukraina Oleksandr Gorsjkovozov Maksim Dolgov |

#### Damer
| Disciplin         | Guld                                     | Silver                                         | Brons                                      |
| Individuellt 1 m  | Tania Cagnotto (ITA)                     | Elena Bertocchi (ITA)                          | Nadezjda Bazjina (RUS)                     |
| Individuellt 3 m  | Tania Cagnotto (ITA)                     | Uschi Freitag (NED)                            | Grace Reid (GBR)                           |
| Individuellt 10 m | Julija Prokoptjuk (UKR)                  | Tonia Couch (GBR)                              | Georgia Ward (GBR)                         |
| Synchro 3 m       | Italien Tania Cagnotto Francesca Dallapé | Storbritannien Alicia Blagg Rebecca Gallantree | Ryssland Nadezjda Bazjina Kristina Ilinych |
| Synchro 10 m      | Tyskland Maria Kurjo My Phan             | Ukraina Ganna Krasnosjlyk Vlada Tatsenko       | Ungern Villő Kormos Zsófia Reisinger       |

#### Mix
| Disciplin    | Guld                                       | Silver                                           | Brons                                        |
| Synchro 3 m  | Storbritannien Grace Reid Tom Daley        | Italien Tania Cagnotto Maicol Verzotto           | Ryssland Nadezjda Bazjina Nikita Sjleicher   |
| Synchro 10 m | Ukraina Julija Prokoptjuk Maksym Dolgov    | Storbritannien Georgia Ward Matty Lee            | Ryssland Julija Timosjinina Nikita Sjleicher |
| Lagtävling   | Ryssland Nadezjda Bazjina Viktor Minibajev | Ukraina Julija Prokoptjuk Oleksandr Horsjkovozov | Storbritannien Georgia Ward Matty Lee        |

## Simning
Tävlingarna i simning avgjordes mellan 16 och 22 maj.

### Medaljsummering

#### Herrar
| Disciplin       | Guld                                                                             | Guld          | Silver                                                                            | Silver   | Brons                                                                   | Brons    |
| Distans         | Tävlande                                                                         | Tid           | Tävlande                                                                          | Tid      | Tävlande                                                                | Tid      |
| 50 m frisim     | Florent Manaudou (FRA)                                                           | 21,73         | Andrij Hovorov (UKR)                                                              | 21,79    | Benjamin Proud (GBR)                                                    | 21,85    |
| 100 m frisim    | Luca Dotto (ITA)                                                                 | 48,25         | Sebastiaan Verschuren (NED)                                                       | 48,32    | Clément Mignon (FRA)                                                    | 48,36    |
| 200 m frisim    | Sebastiaan Verschuren (NED)                                                      | 1.46,02       | Velimir Stjepanović (SRB)                                                         | 1.46,26  | James Guy (GBR)                                                         | 1.46,42  |
| 400 m frisim    | Gabriele Detti (ITA)                                                             | 3.44,01 0MR0  | Henrik Christiansen (NOR)                                                         | 3.46,49  | Péter Bernek (HUN)                                                      | 3.46,81  |
| 800 m frisim    | Gregorio Paltrinieri (ITA)                                                       | 7.42,33 0MR0  | Gabriele Detti (ITA)                                                              | 7.43,52  | Mychajlo Romantjuk (UKR)                                                | 7.47,99  |
| 1500 m frisim   | Gregorio Paltrinieri (ITA)                                                       | 14.34,04 0ER0 | Gabriele Detti (ITA)                                                              | 14.48,75 | Mychajlo Romantjuk (UKR)                                                | 14.50,33 |
| 50 m ryggsim    | Camille Lacourt (FRA)                                                            | 24,77         | Richárd Bohus (HUN)                                                               | 24,82    | Grigorij Tarasevitj (RUS)                                               | 24,86    |
| 100 m ryggsim   | Camille Lacourt (FRA)                                                            | 53,79         | Grigorij Tarasevitj (RUS)                                                         | 53,89    | Simone Sabbioni (ITA) · Apostolos Christou (GRE)                        | 54,19    |
| 200 m ryggsim   | Radosław Kawęcki (POL)                                                           | 1.55,98       | Yakov Toumarkin (ISR)                                                             | 1.56,97  | Danas Rapšys (LTU)                                                      | 1.57,22  |
| 50 m bröstsim   | Adam Peaty (GBR)                                                                 | 26,66         | Peter John Stevens (SLO)                                                          | 27,09    | Ross Murdoch (GBR)                                                      | 27,31    |
| 100 m bröstsim  | Adam Peaty (GBR)                                                                 | 58,36 0MR0    | Ross Murdoch (GBR)                                                                | 59,73    | Giedrius Titenis (LTU)                                                  | 1.00,10  |
| 200 m bröstsim  | Ross Murdoch (GBR)                                                               | 2.08,33       | Marco Koch (GER)                                                                  | 2.08,40  | Luca Pizzini (ITA)                                                      | 2.10,39  |
| 50 m fjärilsim  | Andrij Hovorov (UKR)                                                             | 22,92         | László Cseh (HUN)                                                                 | 23,31    | Benjamin Proud (GBR)                                                    | 23,34    |
| 100 m fjärilsim | László Cseh (HUN)                                                                | 50,86 0MR0    | Konrad Czerniak (POL)                                                             | 51,22    | Mehdy Metella (FRA)                                                     | 51,70    |
| 200 m fjärilsim | László Cseh (HUN)                                                                | 1.52,91 0MR0  | Viktor Bromer (DEN)                                                               | 1.55,35  | Tamás Kenderesi (HUN)                                                   | 1.55,39  |
| 200 m medley    | Andreas Vazaios (GRE)                                                            | 1.58,18       | Gal Nevo (ISR)                                                                    | 1.59,69  | Alexis Manacas Santos (POR)                                             | 1.59,76  |
| 400 m medley    | Dávid Verrasztó (HUN)                                                            | 4.13,15       | Richard Nagy (SVK)                                                                | 4.14,16  | Federico Turrini (ITA)                                                  | 4.14,74  |
| 4×100 m frisim  | Frankrike William Meynard Florent Manaudou Fabien Gilot Clément Mignon           | 3.13,48       | Italien Luca Dotto Luca Leonardi Jonathan Boffa Filippo Magnini                   | 3.14,29  | Belgien Glenn Surgeloose Jasper Aerents Dieter Dekoninck Pieter Timmers | 3.14,30  |
| 4×200 m frisim  | Nederländerna Dion Dreesens Maarten Brzoskowski Kyle Stolk Sebastiaan Verschuren | 7.07,82       | Belgien Louis Croenen Glenn Surgeloose Dieter Dekoninck Pieter Timmers            | 7.08,28  | Italien Andrea D'Arrigo Filippo Magnini Luca Dotto Gabriele Detti       | 7.08,30  |
| 4×100 m medley  | Storbritannien Chris Walker-Hebborn Adam Peaty James Guy Duncan Scott            | 3.32,15       | Frankrike Benjamin Stasiulis Giacomo Perez-Dortona Mehdy Metella Florent Manaudou | 3.33,89  | Ungern Gábor Balog Gábor Financsek László Cseh Richárd Bohus            | 3.34,12  |

#### Damer
| Disciplin       | Guld                                                                                   | Guld          | Silver                                                                      | Silver   | Brons                                                                        | Brons    |
| Distans         | Tävlande                                                                               | Tid           | Tävlande                                                                    | Tid      | Tävlande                                                                     | Tid      |
| 50 m frisim     | Ranomi Kromowidjojo (NED)                                                              | 24,07 0MR0    | Francesca Halsall (GBR)                                                     | 24,44    | Jeanette Ottesen (DEN)                                                       | 24,61    |
| 100 m frisim    | Sarah Sjöström (SWE)                                                                   | 52,82         | Ranomi Kromowidjojo (NED)                                                   | 53,24    | Femke Heemskerk (NED)                                                        | 53,72    |
| 200 m frisim    | Federica Pellegrini (ITA)                                                              | 1.55,93       | Femke Heemskerk (NED)                                                       | 1.55,97  | Charlotte Bonnet (FRA)                                                       | 1.56,51  |
| 400 m frisim    | Boglárka Kapás (HUN)                                                                   | 4.03,47       | Jazmin Carlin (GBR)                                                         | 4.04,85  | Mireia Belmonte (ESP)                                                        | 4.06,89  |
| 800 m frisim    | Boglárka Kapás (HUN)                                                                   | 8.21,40       | Jazmin Carlin (GBR)                                                         | 8.23,52  | Tjaša Oder (SLO)                                                             | 8.25,68  |
| 1500 m frisim   | Boglárka Kapás (HUN)                                                                   | 15.50,22 0MR0 | Mireia Belmonte (ESP)                                                       | 16.00,20 | Maria Vilas (ESP)                                                            | 16.01,25 |
| 50 m ryggsim    | Francesca Halsall (GBR)                                                                | 27,57 0MR0    | Mie Østergaard Nielsen (DEN)                                                | 27,77    | Georgia Davies (GBR)                                                         | 27,87    |
| 100 m ryggsim   | Mie Østergaard Nielsen (DEN)                                                           | 58,73 0MR0    | Katinka Hosszú (HUN)                                                        | 58,94    | Kathleen Dawson (GBR)                                                        | 59,68    |
| 200 m ryggsim   | Katinka Hosszú (HUN)                                                                   | 2.07,01       | Darjna Zevina (UKR)                                                         | 2.07,48  | Matea Samardžić (CRO)                                                        | 2.09,24  |
| 50 m bröstsim   | Jennie Johansson (SWE)                                                                 | 30,81         | Hrafnhildur Lúthersdóttir (ISL)                                             | 30,91    | Jenna Laukkanen (FIN)                                                        | 30,95    |
| 100 m bröstsim  | Rūta Meilutytė (LTU)                                                                   | 1.06,17       | Hrafnhildur Lúthersdóttir (ISL)                                             | 1.06,45  | Chloe Tutton (GBR)                                                           | 1.07,50  |
| 200 m bröstsim  | Rikke Møller Pedersen (DEN)                                                            | 2.21,69       | Jessica Vall (ESP)                                                          | 2.22,56  | Hrafnhildur Lúthersdóttir (ISL)                                              | 2.22,96  |
| 50 m fjärilsim  | Sarah Sjöström (SWE)                                                                   | 24,99         | Jeanette Ottesen (DEN)                                                      | 25,44    | Francesca Halsall (GBR)                                                      | 25,48    |
| 100 m fjärilsim | Sarah Sjöström (SWE)                                                                   | 55,89 0MR0    | Jeanette Ottesen (DEN)                                                      | 56,83    | Ilaria Bianchi (ITA)                                                         | 57,52    |
| 200 m fjärilsim | Franziska Hentke (GER)                                                                 | 2.07,23       | Liliána Szilágyi (HUN)                                                      | 2.07,24  | Judit Ignacio (ESP)                                                          | 2.07,52  |
| 200 m medley    | Katinka Hosszú (HUN)                                                                   | 2.07,30 0MR0  | Siobhan-Marie O'Connor (GBR)                                                | 2.09,03  | Hannah Miley (GBR)                                                           | 2.11,84  |
| 400 m medley    | Katinka Hosszú (HUN)                                                                   | 4.30,90 0MR0  | Hannah Miley (GBR)                                                          | 4.35,27  | Zsuzsanna Jakabos (HUN)                                                      | 4.38,39  |
| 4×100 m frisim  | Nederländerna Maud van der Meer Femke Heemskerk Marrit Steenbergen Ranomi Kromowidjojo | 3.33,80       | Italien Silvia Di Pietro Erika Ferraioli Aglaia Pezzato Federica Pellegrini | 3.37,68  | Sverige Sarah Sjöström Ida Marko-Varga Ida Lindborg Louise Hansson           | 3.37,84  |
| 4×200 m frisim  | Ungern Zsuzsanna Jakabos Evelyn Verrasztó Boglárka Kapás Katinka Hosszú                | 7.51,63       | Spanien Melanie Costa Patricia Castro Fatima Gallardo Mireia Belmonte       | 7.53,38  | Nederländerna Andrea Kneppers Esmee Vermeulen Robin Neumann Femke Heemskerk  | 7.53,63  |
| 4×100 m medley  | Storbritannien Kathleen Dawson Chloe Tutton Siobhan-Marie O'Connor Francesca Halsall   | 3.58,57       | Italien Carlotta Zofkova Martina Carraro Ilaria Bianchi Erika Ferraioli     | 4.00,73  | Finland Mimosa Jallow Jenna Laukkanen Emilia Pikkarainen Hanna-Maria Seppälä | 4.01,49  |

#### Mix
| Disciplin      | Guld                                                                                     | Guld         | Silver                                                                  | Silver  | Brons                                                                    | Brons   |
| Distans        | Tävlande                                                                                 | Tid          | Tävlande                                                                | Tid     | Tävlande                                                                 | Tid     |
| 4×100 m frisim | Nederländerna Sebastiaan Verschuren Ben Schwietert Maud van der Meer Ranomi Kromowidjojo | 3.23,64 0MR0 | Italien Filippo Magnini Luca Dotto Erika Ferraioli Federica Pellegrini  | 3.24,55 | Frankrike Clément Mignon Jérémy Stravius Charlotte Bonnet Anna Santamans | 3.25,49 |
| 4×100 m medley | Storbritannien Chris Walker-Hebborn Adam Peaty Siobhan-Marie O'Connor Francesca Halsall  | 3.44,56      | Italien Simone Sabbioni Martina Carraro Piero Codia Federica Pellegrini | 3.45,74 | Ungern Gábor Balog Gábor Financsek Evelyn Verrasztó Zsuzsanna Jakabos    | 3.49,50 |

## Medaljligan
| Placering | Land           | Guld | Silver | Brons | Totalt antal medaljer |
| --------- | -------------- | ---- | ------ | ----- | --------------------- |
| 1         | Storbritannien | 10   | 11     | 12    | 33                    |
| 2         | Ungern         | 10   | 4      | 6     | 20                    |
| 3         | Ryssland       | 10   | 3      | 6     | 19                    |
| 4         | Italien        | 8    | 13     | 11    | 32                    |
| 5         | Ukraina        | 5    | 10     | 5     | 20                    |
| 6         | Nederländerna  | 5    | 4      | 2     | 11                    |
| 7         | Frankrike      | 4    | 1      | 4     | 9                     |
| 8         | Sverige        | 4    | 0      | 1     | 5                     |
| 9         | Tyskland       | 3    | 1      | 0     | 4                     |
| 10        | Danmark        | 2    | 4      | 1     | 7                     |
| 11        | Polen          | 1    | 1      | 0     | 2                     |
| 12        | Litauen        | 1    | 0      | 2     | 3                     |
| 13        | Grekland       | 1    | 0      | 1     | 2                     |
| 14        | Spanien        | 0    | 3      | 6     | 9                     |
| 15        | Island         | 0    | 2      | 1     | 3                     |
| 16        | Israel         | 0    | 2      | 0     | 2                     |
| 17        | Belgien        | 0    | 1      | 1     | 2                     |
| 17        | Slovenien      | 0    | 1      | 1     | 2                     |
| 19        | Norge          | 0    | 1      | 0     | 1                     |
| 19        | Serbien        | 0    | 1      | 0     | 1                     |
| 19        | Slovakien      | 0    | 1      | 0     | 1                     |
| 22        | Finland        | 0    | 0      | 2     | 2                     |
| 23        | Österrike      | 0    | 0      | 1     | 1                     |
| 23        | Kroatien       | 0    | 0      | 1     | 1                     |
| 23        | Portugal       | 0    | 0      | 1     | 1                     |
| Totalt    | Totalt         | 64   | 64     | 65    | 193                   |